# 金豊己
金 豊己（キム・プンギ、朝鮮語: 김풍기、1940年12月19日 - ）は、朝鮮民主主義人民共和国の政治家。咸鏡南道人民委員会委員長、最高人民会議代議員などを歴任した。

## 経歴
1940年に生まれた。出生地は不明。1967年に清津化学工場の労働者となり、1974年に南浦ガラス工場の生産指導員に転じた。1984年に政務院第1機械工業部副部長に任命され、1986年11月に最高人民会議第8期代議員に選出された。1989年に7.7連合企業所技師長に転じ、1996年2月に咸鏡南道行政経済委員会委員長に任命された。
1998年9月に咸鏡南道人民委員会委員長に任命され、2002年2月28日に金正日総書記の誕生日を祝うために訪朝した、朝鮮総連芸術団の公演を金総書記と観覧した。2009年3月9日に実施された最高人民会議第12期代議員選挙で代議員に再選されたが、2010年6月に咸鏡南道人民委員会委員長を解任された。

## 参考サイト
- 북한정보포털

| 先代 | 咸鏡南道人民委員会委員長1998年 - 2010年 | 次代柳玄植 |